# Autodromo di Modena
L'autodromo di Modena è un circuito sportivo situato nella frazione di Marzaglia nuova in provincia di Modena. Costruito nel 2011, l'impianto ha ricevuto l'omologazione di FMI e ACI.

## Storia
Dopo lo smantellamento dell'Aerautodromo di Modena, avvenuto a partire dagli anni sessanta, la città emiliana si era ritrovata senza un circuito automobilistico. Iniziarono quindi presto a moltiplicarsi i tentativi per ricrearne uno.
Col nuovo millennio venne messo in piedi un progetto per la costruzione del nuovo autodromo a Marzaglia. Il progetto, presentato a dicembre 2007, prevedeva la costruzione di un tracciato di 1600 metri circa, dotato di un'ampia zona box, la cui inaugurazione era prevista nel 2011. Il circuito venne poi allungato a 2007 metri, ingenerando tensioni tra ARPA e l'assessorato all'urbanistica di Modena, ma alla fine ebbe il via libera definitivo nella sua conformazione attuale.
Nel 2022 il Comune di Modena ha approvato l'ampliamento dell'autodromo, intervento che consiste nell'aggiunta di un doppio rettilineo di un chilometro e che porterà la lunghezza totale del tracciato a 4150 metri.
Ad oggi viene utilizzato per diversi tipi di eventi, dai test delle case automobilistiche e motociclistiche ai raduni storici e ai corsi di guida sicura.

## Il tracciato
Il tracciato, lungo 2068 metri, presenta diversi saliscendi e alterna un lungo rettilineo di circa 400 metri a undici curve. In caso di necessità i rettilinei possono diventare due eliminando la curva 5 e congiungendo la 4 con la 6.
Nel 2014 è stata aggiunta una variante all'ultima curva, con un passaggio all'esterno e un minor raggio di curvatura.

## Filmografia
- Top Gear Italia
- Officina 59
- Summertime, serie televisiva (2020)
- Dal pollaio alla pista